# Vehementer nos
Vehementer Nos je papeška okrožnica (enciklika), ki jo je napisal papež Pij X. leta 1906.
V okrožnici je papež obsodil francoski zakon iz leta 1905 o ločitvi vere in države.